# Omikron1 Eridani
Beid eller Omikron1 Eridani, (ο1 Eridani, förkortat Omikron1 Eri, ο1 Eri) som är stjärnans Bayerbeteckning, eller 38 Eridani, är en ensam stjärna belägen i den norra delen av stjärnbilden Eridanus. Den har en genomsnittlig skenbar magnitud på 4,04 och är synlig för blotta ögat där ljusföroreningar ej förekommer. Baserat på parallaxmätning inom Hipparcosuppdraget på ca 26,8 mas, beräknas den befinna sig på ett avstånd på ca 122 ljusår (ca 37 parsek) från solen.

## Nomenklatur
År 2016 organiserade Internationella astronomiska unionen en arbetsgrupp för stjärnnamn (WGSN)  med uppgift att katalogisera och standardisera riktiga namn för stjärnor. WGSN fastställde namnet Beid för Omikron1 Eridani den 12 september 2016 och som nu är inskrivet i IAU:s Catalog of Star Names.

## Egenskaper
Omikron1 Eridani är en gul till vit jättestjärna av spektralklass F0 III. Den har en massa som är ungefär dubbelt  så stor som solens massa, en radie som är ca 3,7 gånger större än solens och utsänder från dess fotosfär ca 27 gånger mera energi än solen vid en effektiv temperatur av ca 7 000 K.
Omikron1 Eridani är en pulserande variabel av Delta Scuti-typ (DSCTC). Den har en visuell magnitud som varierar med bara 0,03 magnitud över en period på 0,0747 dagar. Stjärnan snurrar snabbt med en projicerad rotationshastighet på 108,1 km/s och en rotationsperiod på mindre än ca 1,9 dygn.  Detta leder till en ekvatorialradie som är 11 procent större än polarradien.